# Pedro Poggio y Álvarez
Pedro Poggio y Álvarez (Santa Cruz de la Palma, 1863-Madrid, 1929) fue un político y jurista español, diputado y senador en las Cortes de la Restauración.

## Biografía
Nacido en la ciudad canaria de Santa Cruz de la Palma, según la fuente el 8 de enero de 1863 o en 1865. Fue diputado o senador en las Cortes en numerosas ocasiones, por circunscripciones canarias.
Poggio, que fue el primer director general de Bellas Artes, cargo para el que fue nombrado en 1915, falleció en Madrid el 8 de mayo de 1929. Tiene dedicado el nombre de una calle en su ciudad natal.